# Il re di Poggioreale
Il re di Poggioreale è un film italiano del 1961 diretto da Duilio Coletti.
È un film commedia a sfondo drammatico prodotto in Italia, ambientato a Napoli durante la seconda guerra mondiale e incentrato sulle gesta di un noto contrabbandiere, Peppino Navarra, interpretato da Ernest Borgnine.

## Produzione
Il film, diretto da Duilio Coletti su una sceneggiatura dello stesso Coletti e dello scrittore italoamericano John Fante con il soggetto di Vittoriano Petrilli, fu prodotto da Coletti in collaborazione con Dino De Laurentiis per Dino De Laurentiis Cinematografica, Duilio Cinematografica e Standard Films. Inizialmente il produttore Dino De Laurentiis voleva che il ruolo del protagonista fosse affidato all'attore Rod Steiger.

## Distribuzione
Il film fu distribuito in Italia dal 16 settembre 1961 al cinema. Il titolo della versione internazionale doppiata in inglese fu Black City; all'estero il film è conosciuto anche con il titolo The King of Poggioreale.
Alcune delle uscite internazionali sono state:
- in Portogallo l'8 agosto 1962 (O Rei dos Ladrões)
- in Francia il 26 novembre 1963 (Le roi des truands)
- in Spagna (El rey de Poggioreale)

## Critica
Secondo il Morandini il film è una "ricostruzione fantasiosa della Napoli di guerra, ma sanguigna e pittoresca". "Qua e là la sincerità diventa verità. Bel coro di figure e figurine popolari. Uno dei migliori film di D. Coletti".
Secondo Paolo Mereghetti Navarra rappresenta "un personaggio a due facce, contraddittorio come a Fante appare il popolo partenopeo, che nel film prende rilievi quasi antropologici e diventa l'emblema della napoletanità stessa, melodrammatica e insieme folcloristica e chiassosa, ma che sa accendersi nel tragico finale di una sua incisiva verità morale, quando il re di Poggioreale finisce per essere tradito e depredato proprio da chi prima lo osannava".